# Billy the Kid (película de 1911)
Billy the Kid es una película perdida de 1911 dirigida por Laurence Trimble.
La película fue mencionada en Long Ranger and Tonton: Shooting Stars of the West (1989). Es considerada una película perdida desde 2009.

## Reparto
- Tefft Johnson como Lee Curtis.
- Edith Storey como Billy the Kid.
- Ralph Ince como el tío de Billy.
- Julia Swayne Gordon como Katherine McCarthy Bonney, la madre de Billy.
- William R. Dunn.
- Harry T. Morey.